# Le Moniteur de la Mode
Le Moniteur de la Mode var en fransk modetidskrift som utgavs 1843-1914.
Den var ursprungligen en katalog med namnet Le Journal Special des Noveautes de la Maison Popelin du Carre innan den 1843 blev en fristående tidning. Den ägdes av Adolphe Goubaud, som skulle komma att bli en av 1800-talets stora franska modetidningsmoguler. Från 1820-talet och framåt rådde ett överflöd av franska modetidningar, men de flesta var kortvariga och endast ett fåtal kom att få varaktig framgång. Le Moniteur de la Mode kom att bli en av de varaktiga modetidningarna. De marknadsförde sig som ett konstnärligt magasin av hög klass och blev känd för den höga kvaliteten på sina modebilder, och utkom i flera mindre utgåvor och bilagor, varav åtta utgavs i utlandet. Det uppnådde sin högsta framgång under andra hälften av 1800-talet: år 1869 utgavs den i tjugo utländska städer, bland dem London, New York och St Petersburg. 

## Bilder

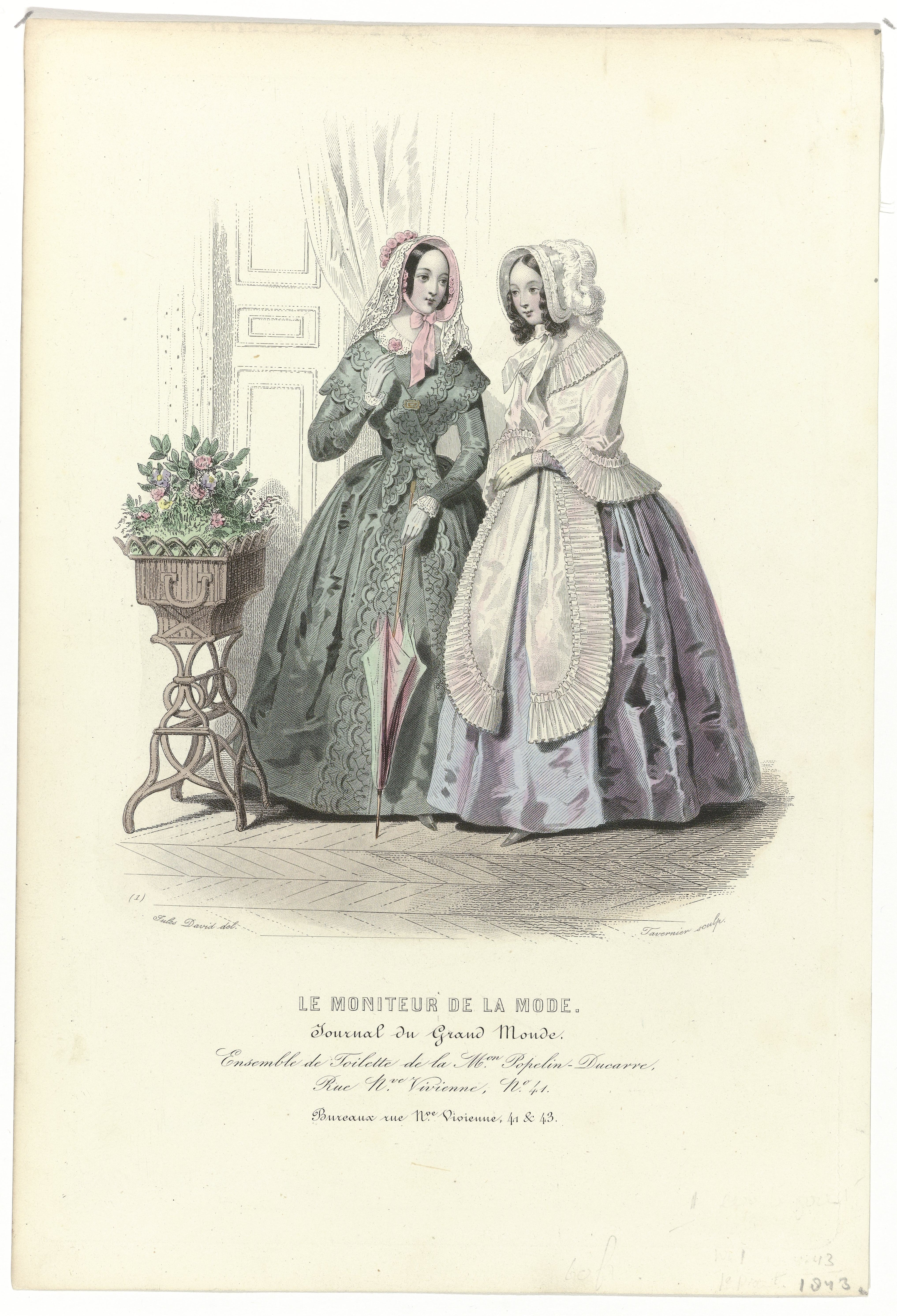
Le Moniteur de la Mode, 1843.
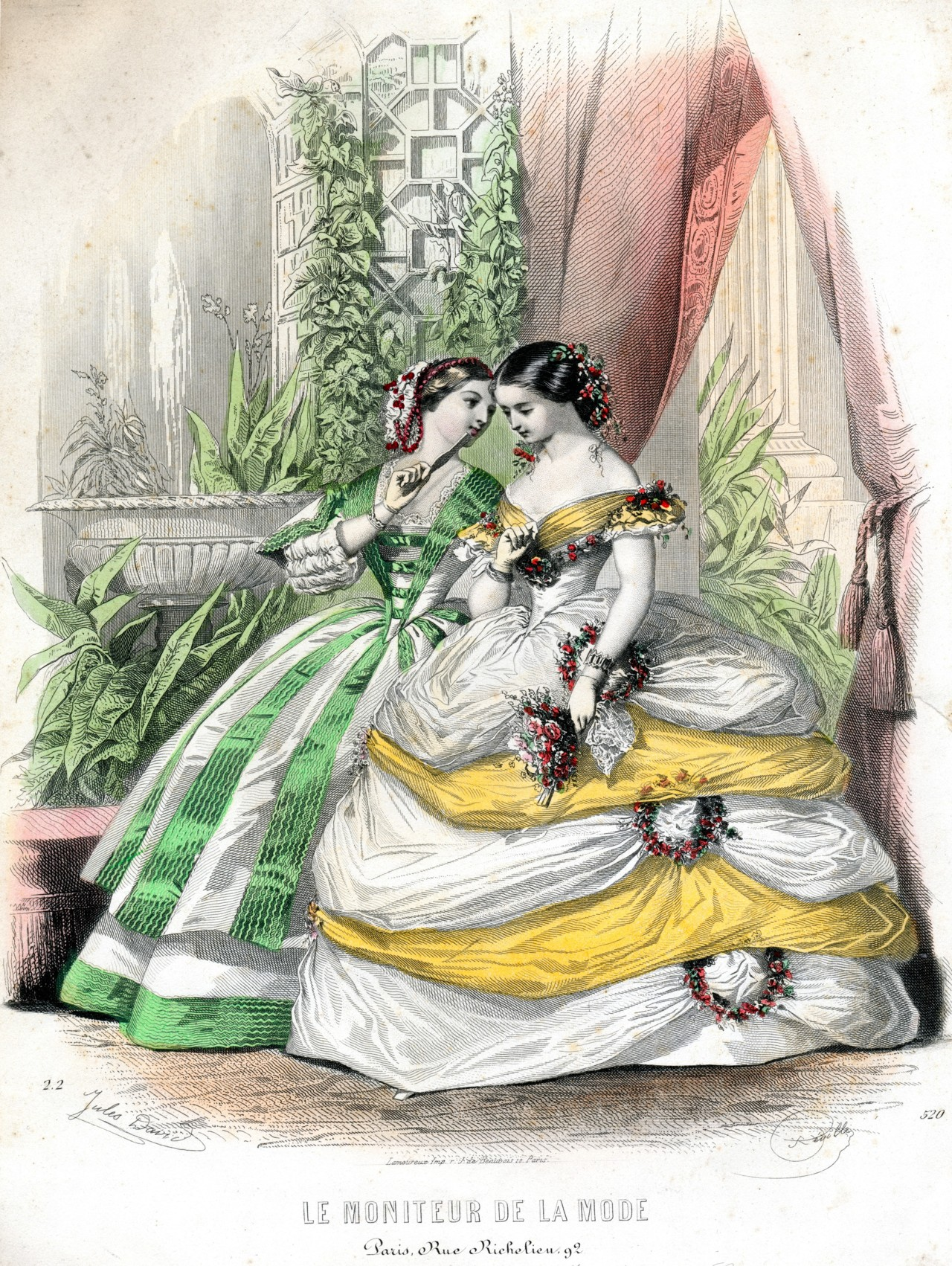
Le Moniteur de la Mode
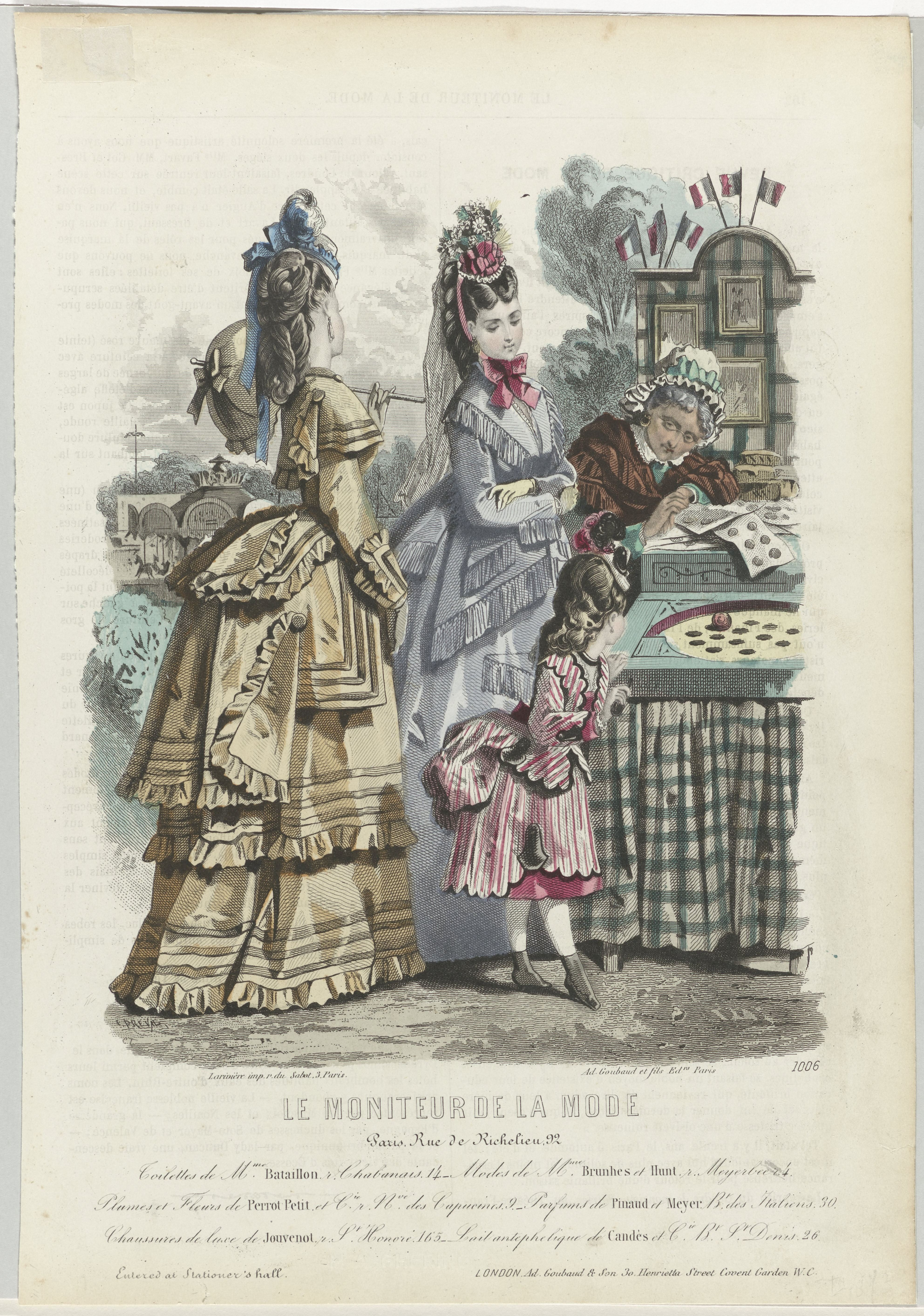
Le Moniteur de la Mode, 1871.
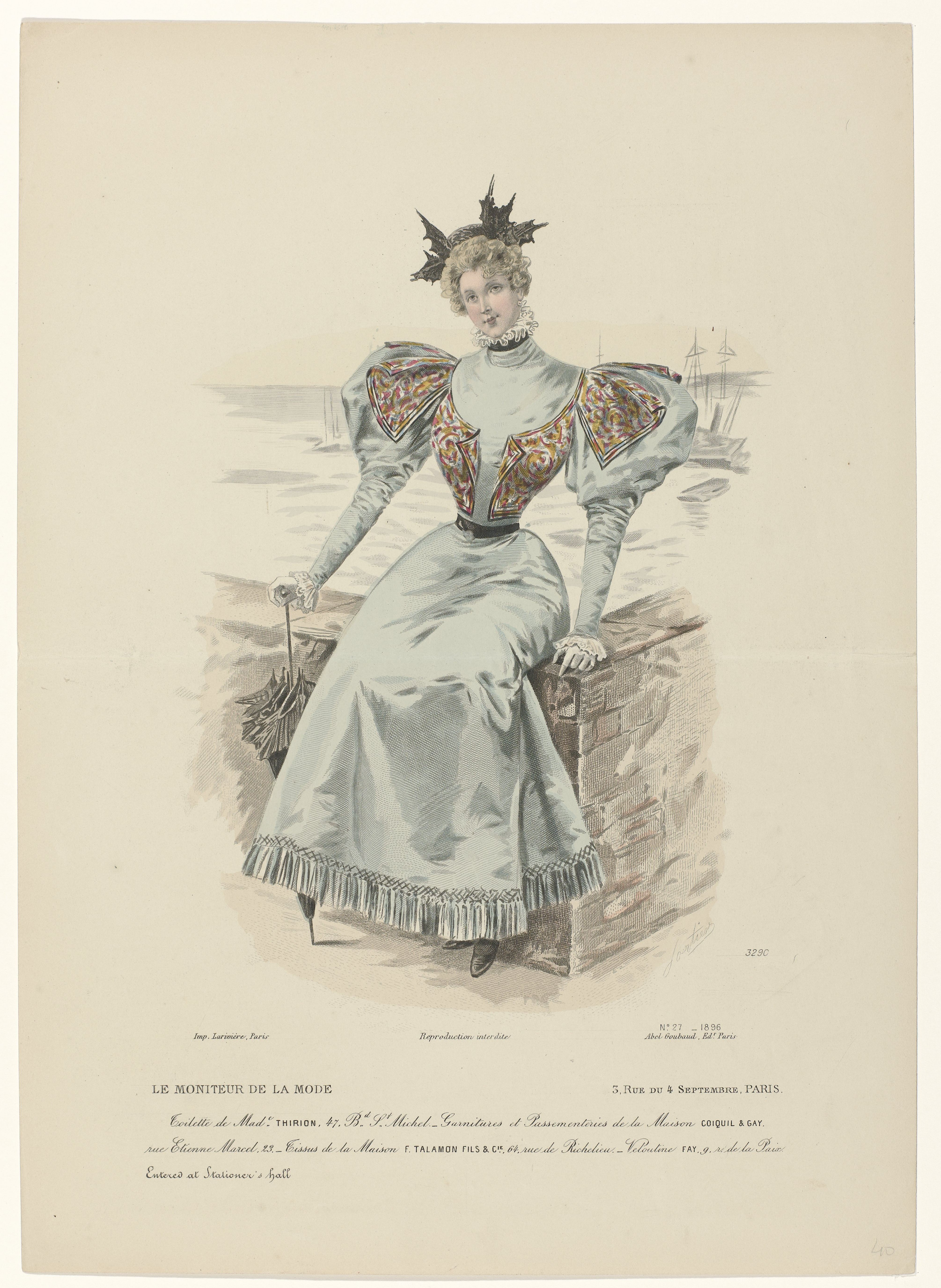
Le Moniteur de la Mode, 1896.